# Kraakbeenletsel
Kraakbeenletsel is letsel aan de werking en structuren van kraakbeen. Dit letsel kan verschillende oorzaken hebben, gaande van een val tot een sportongeval (traumatisch), eerdere knieletsels (post-traumatisch) of slijtage na verloop van tijd. Een langdurige immobilisatie kan ook tot kraakbeenletsels leiden.
Articulaire kraakbeenletsels in de knie kunnen op zichzelf voorkomen, maar houden vaker verband met letsels aan gewrichtsbanden en menisci. Een verdraaiing van of val op de knie kunnen een beschadiging van het gewrichtskraakbeen tot gevolg hebben. Een letsel van het meniscuskraakbeen kan tegelijkertijd optreden. Herhaaldelijke misstapjes kunnen hetzelfde effect hebben als een groot letsel doordat de slijtage van het kraakbeen geleidelijk toeneemt. Wie eerder al een chirurgische ingreep onderging, loopt meer kans op articulaire kraakbeenletsels door de gewijzigde gewrichtsmechanica.

## Articulaire kraakbeenletsels diagnosticeren
Schade aan het kraakbeen wordt opgemerkt aan de hand van artroscopie. Momenteel bestaan er geen niet-invasieve onderzoeken om articulaire kraakbeenletsels te diagnosticeren. Bovendien kunnen de symptomen sterk verschillen van persoon tot persoon.
MRI-scans worden steeds waardevoller bij de analyse van articulair kraakbeen, maar het gebruik ervan is nog duur en tijdrovend. Röntgenstralen tonen enkel beenderletsels en zijn dan ook niet erg nuttig bij het diagnosticeren van kraakbeenletsels, vooral niet in de beginfasen. De beste methode om kraakbeenletsels te diagnosticeren is een artroscopie.

## Kraakbeenletsels meten
Het International Cartilage Repair Society (ICRS, Internationaal Genootschap voor Kraakbeenherstel) heeft een artroscopisch gradensysteem uitgewerkt om kraakbeengebreken te kunnen classificeren:
- graad 0: (normaal) gezond kraakbeen
- graad 1: het kraakbeen vertoont een zwakke plek of blaren
- graad 2: kleine scheuren in het kraakbeen
- graad 3: laesies met diepe holten (meer dan 50% van de laag kraakbeen)
- graad 4: door de scheur in het kraakbeen ligt het onderliggende (subchronale) been bloot

Vaak zullen dokters ook de grootte van elk gebrek meten. Gebreken kleiner dan 2 vierkante centimeter worden bijvoorbeeld als klein beschouwd. Belangrijk is ook om niet te vergeten dat, hoewel de omvang van de letsels een belangrijke factor is, de plaats van het gebrek (of de gebreken) ook een invloed kan hebben op de symptomen die men ondervindt wat betreft pijn, de werking en beschikbare herstelopties.
In tegenstelling tot wat algemeen wordt aangenomen, is pijn geen goede indicator om de omvang van articulaire kraakbeenletsels te bepalen. Iemand met één enkel klein gebrek kan erg veel pijn hebben, terwijl iemand anders met verschillende grote gebreken maar weinig pijn heeft.

## Gevolgen van kraakbeenletsels
Articulair kraakbeen heeft een beperkt zelfherstellend vermogen. Kleine letsels herstellen niet vanzelf en kunnen vaak erger worden na verloop van tijd. Omdat kraakbeen aneuraal en avasculair is (met andere woorden geen zenuwen en bloedvaten heeft), veroorzaken ondiepe letsels vaak geen pijn. Vaak kunnen verschillende klachten optreden zoals: zwelling van de knie, pijn, slotklachten of kraken. Kraken van de knie is geen typisch verschijnsel van kraakbeenslijtage. Het kraken komt niet alleen voor bij beschadigd kraakbeen, maar ook bij normale knieën.
Als het letsel toeneemt en het chondrale gebrek tot in het subchondrale been reikt, start de bloedtoevoer in het been het genezingsproces voor het gebrek. Dan wordt littekenweefsel gevormd dat uit een soort kraakbeen bestaat, fibrokraakbeen genaamd. Hoewel fibrokraakbeen articulaire kraakbeengebreken kan opvullen, heeft het een structuur die sterk verschilt van hyalien kraakbeen; het is heel wat dichter en is niet zo goed bestand tegen belastingen bij dagelijkse activiteiten als hyalien kraakbeen. De kans op gebreken is dan ook groter.
Wang (2006) stelde vast dat kleine articulaire kraakbeengebreken mettertijd tot osteoartritis kunnen leiden, als ze niet worden behandeld. Een articulair kraakbeengebrek dat aanvankelijk klein is, kan een fysiek en chemisch "domino-effect" hebben op het omliggende "normale" articulaire kraakbeen.

## Articulaire kraakbeenletsels herstellen
Hoewel articulair kraakbeen niet levensbedreigend is, heeft het toch grote gevolgen voor iemands levenskwaliteit. Articulaire kraakbeenletsels zijn vaak de oorzaak van grote pijn, kniezwellingen, een sterk verminderde mobiliteit en ernstige beperkingen op iemands activiteiten. De voorbije decennia werd vooral onderzoek gedaan naar de regeneratie van beschadigde gewrichten.
Deze regeneratieve ingrepen zouden osteoartritis vertragen in geval van articulaire kraakbeenletsels in de knie, door de aftakeling van het gewricht te vertragen in vergelijking met onbehandelde letsels. Volgens dr. Mithoefer bieden deze herstelprocedures voor articulair kraakbeen de beste resultaten wanneer de ingreep plaatsvindt in de beginfasen van de kraakbeenletsels.